# Amsterdam (Schiff, 1880)
Die Amsterdam (I) war ein 1880 in Dienst gestelltes Passagierschiff der niederländischen Reederei Holland-America Line, das als Transatlantikliner auf dem Nordatlantik eingesetzt wurde und Passagiere, Fracht und Post von Rotterdam nach New York beförderte. Am 30. Juli 1884 lief die Amsterdam bei Sable Island an der Küste der kanadischen Provinz Nova Scotia auf Grund, wobei drei Menschen ums Leben kamen. Das Wrack wurde anschließend verschrottet. Es war bereits der dritte Totalverlust für die Holland-America Line. 

## Das Schiff
Das 2.949 BRT große Dampfschiff Amsterdam wurde auf der Werft von A. McMillan & Sons Ltd. im schottischen Dumbarton gebaut und lief am 17. Dezember 1879 auf dem Fluss Clyde vom Stapel. Das aus Eisen gebaute Schiff war 100,61 m lang, 11,81 m breit und hatte zwei Masten, einen Schornstein und einen einzelnen Propeller. Sie war das Schwesterschiff der ebenfalls bei McMillan gebauten Edam (I) (2.950 BRT), die im Oktober 1881 in Dienst gestellt wurde und am  21. September 1882 nach einer Kollision bei Sandy Hook sank (zwei Tote).
Es handelte sich um das erste Schiff der Reederei mit diesem Namen (das zweite und dritte folgten jeweils 1887 und 2000). Das Schiff konnte 52 Passagiere in der Ersten und 648 in der Zweiten Klasse befördern. Angetrieben wurde das Schiff von einer zweizylindrigen Verbunddampfmaschine von David Rowan & Company aus Port Glasgow, die eine Leistung von 1500 PSi („indicated horsepower“) erbrachte und eine Reisegeschwindigkeit von 10 Knoten ermöglichte. Am 27. März 1880 lief die Amsterdam in Rotterdam unter dem Kommando von Kapitän Jan Taat zu ihrer Jungfernfahrt nach New York aus. (Taat kommandierte später auch das Schwesterschiff Edam sowie die W. A. Scholten). Am 29. April 1882 fuhr sie erstmals ab Amsterdam nach New York. 
Am 19. Juli 1884 lief die die Amsterdam unter dem Kommando von Kapitän T. M. Lucas mit 59 Besatzungsmitgliedern und 224 Passagieren an Bord in Amsterdam zu einer weiteren Überfahrt nach New York aus. Am Mittwoch, dem 30. Juli 1884 lief der Dampfer auf einer Sandbank etwa 15 Meilen vor Sable Island an der Küste der kanadischen Provinz Nova Scotia in dichtem Nebel und bei voller Geschwindigkeit auf Grund. Zwei Passagiere (ein Mann und eine Frau) und ein männliches Besatzungsmitglied kamen ums Leben, als sich eines der Rettungsboote überschlug. Die Überlebenden trafen an Bord des kanadischen Schiffs Newfield am Abend des 6. August 1884 in Halifax ein. Das Wrack der Amsterdam wurde am 26. Oktober 1884 zum Abbruch verkauft.